# Platocoelotes polyptychus
Platocoelotes polyptychus là một loài nhện trong họ Amaurobiidae.
Loài này thuộc chi Platocoelotes. Platocoelotes polyptychus được Yajun Xu & S. Q. Li miêu tả năm 2007.